# Panulia venusta
Panulia venusta är en fjärilsart som beskrevs av W. Warren 1899. Panulia venusta ingår i släktet Panulia och familjen mätare. Inga underarter finns listade i Catalogue of Life.